# Silanol

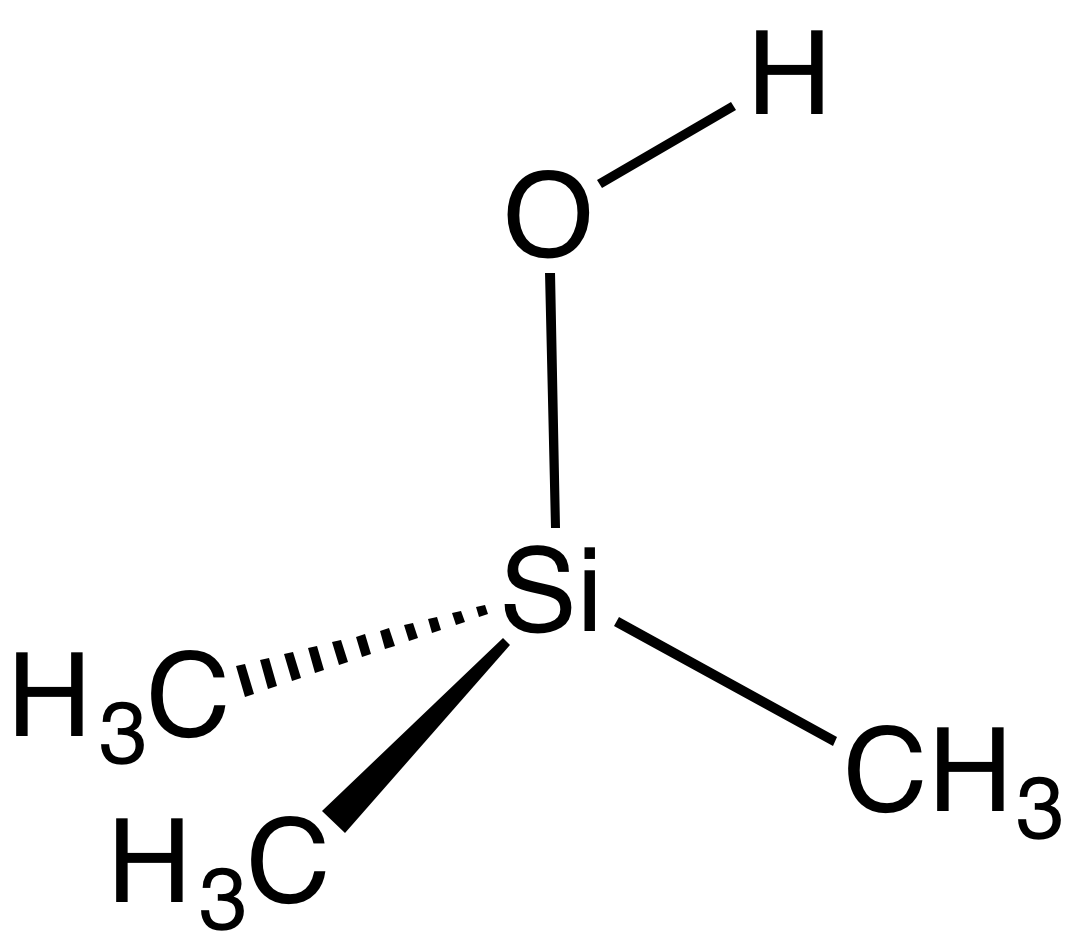
Structura trimetil-silanolului

Silanol este o grupă funcțională în chimia siliciului, cu structura generală Si–O–H. Este o grupă analoagă grupei hidroxil (C–O–H) din structura alcoolilor, care sunt compușii analogi cu carbon. Silanolii sunt intermediari în chimia organosilicică și au importanță în mineralogia silicaților. Legate de resturi organice, acestea formează organosilanoli. Nu există doar separat, sub formă de compuși, ci se regăsesc și la suprafața silicei și a unor silicați. Prezența grupelor silanol este responsabilă de proprietățile absorbante ale silica gelului.